# Psychanalyse en Russie
La psychanalyse y a été introduite en 1905 par Nicolaï Ossipov qui avait effectué un stage avec le Dr Carl Gustav Jung au Burghölzli à Zurich et par Moïse N. Wulff qui s’installant à Odessa venait de faire lui un stage avec Karl Abraham.
Freud écrit en 1914 : « En Russie, la psychanalyse a été très largement connue et diffusée : presque tous mes écrits comme ceux d'autres adeptes de l'analyse, sont traduits en russe. Mais une compréhension tant soit peu approfondie des doctrines analytiques ne se sont pas encore produites en Russie. Les contributions de médecins russes doivent à l'heure actuelle être qualifiées de négligeables. Seule Odessa possède en la personne de M. Wulff un analyste ayant une formation ».
En Russie comme en URSS, la psychanalyse, avait suscité un engouement dans l'intelligentsia russe/soviétique jusque dans les années 1930 puis elle a été ignorée. L’association psychanalytique russe a existé au début des années 1920 et s'est éteinte dans les années 1930 car la représentation conceptuelle freudienne du sujet clivé était incompatible avec le marxisme. Interdite sous Staline, elle est désormais présente dans la culture russe.